# Pseudotuberkulos
Pseudotuberkulos är en numera ovanlig bakteriesjukdom som främst drabbar kalv, får och get och liknar tuberkulosen. Den ger upphov till knutor i lungor, lymfkörtlar, lever och njurar och leder vanligen till döden.

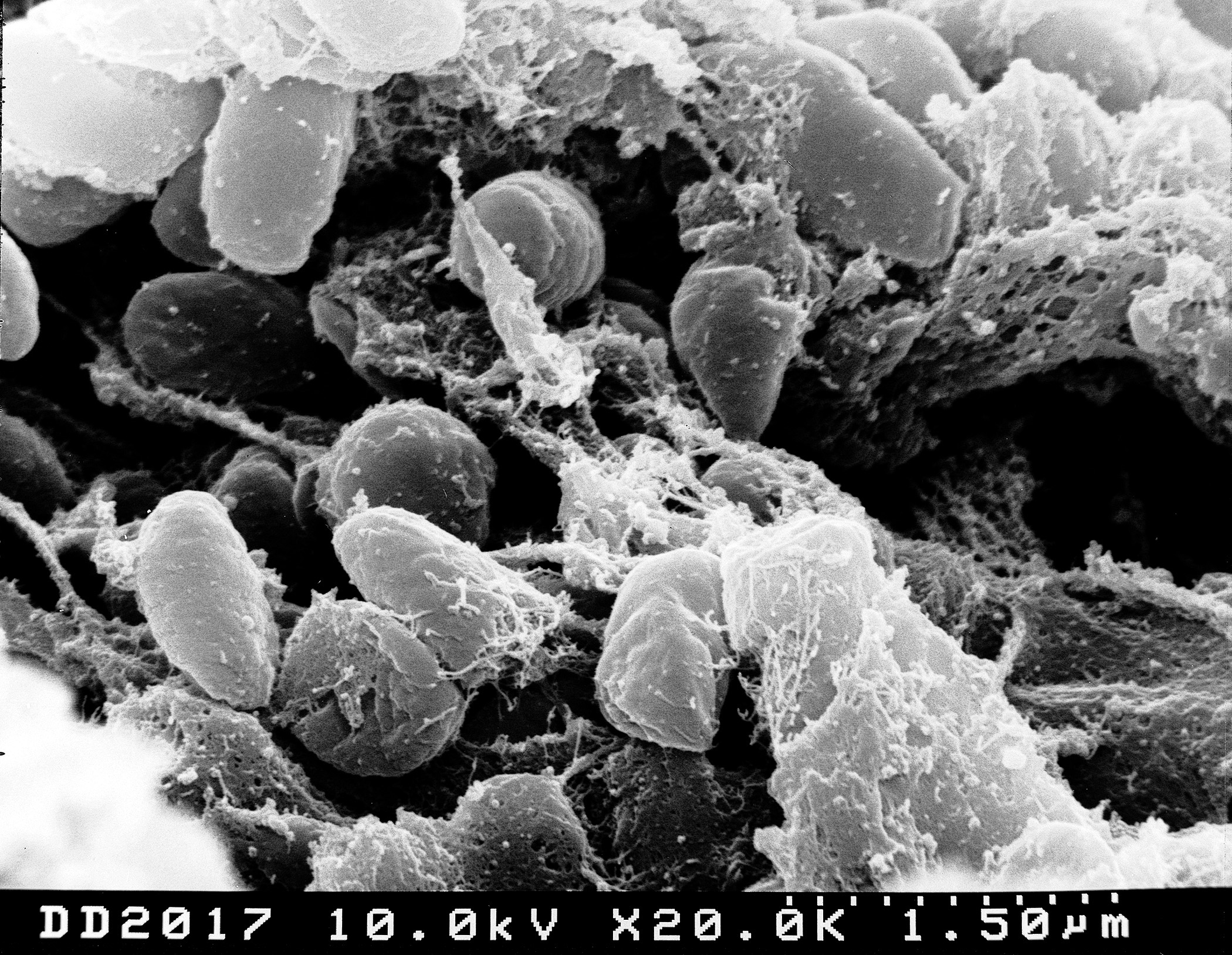
Yersinia sedd genom elektronmikroskop, längd 1,5 μm.

Yersinia pseudo är den bakterie som hos djur kan orsaka de tuberkulosliknande symtomen inklusive lokal vävnadsnekros.
I Skandinavien ses sjukdomen främst hos harar och gnagare, men många andra arter kan drabbas, inklusive människa. I djurparker och viltuppfödningar kan sjukdomen bli ett allvarligt problem, då den är svårbehandlad.
Hos människor är symptomen liknande de hos scharlakansfeber vid infektion med Yersinia enterocolitica (feber och högersidig buksmärta), med undantag för att diarré ofta saknas, vilket ibland gör det resulterande tillståndet svårt att diagnostisera. Yersinia pseudo-infektioner kan härma blindtarmsinflammation, särskilt hos barn och yngre vuxna, och i sällsynta fall kan sjukdomen orsaka hudsjukdomar (erythema nodosum), stelhet och smärta (reaktiv artrit), eller spridning av bakterier till blodet (bakteriemi).
Sjukdomen blir vanligtvis uppenbar 5–10 dagar efter exponering av bakterier och pågår normalt en till tre veckor utan behandling. I komplexa fall eller sådana som omfattar immunkomprometterade patienter, kan som botemedel krävas antibiotika i form av ampicillin, aminoglykosider, tetracyklin, kloramfenikol, eller ett cefalosporin.